# Río Manacacías
Le río Manacacías est une rivière de Colombie et un affluent du río Meta, donc un sous-affluent de l'Orénoque.

## Géographie
Le río Manacacías prend sa source dans le département de Meta, au niveau de la municipalité de Puerto Lleras. Il coule ensuite vers le sud-est, vers l'est, puis vers le nord dans une large courbe jusqu'à ce qu'il rejoigne le río Meta au niveau de la municipalité de Puerto Gaitán, à la frontière avec le département de Casanare.